# 21 maart
21 maart is de 80ste dag van het jaar (81ste dag in een schrikkeljaar) in de gregoriaanse kalender. Hierna volgen nog 285 dagen tot het einde van het jaar.

## Gebeurtenissen
- Algemeen
  - 630 - Keizer Herakleios brengt tijdens een triomfantelijke intocht het Heilige Kruis (relikwie van het christendom) terug naar Jeruzalem.
  - 1901 - Op de rede van Vlissingen wordt het Engelse schip Tay aangevaren door het Duitse Chemnitz, 14 doden.
  - 1960 - Bloedbad van Sharpeville, Zuid-Afrika, politie opent vuur op ongewapende zwarte demonstranten, er vallen 69 doden en 180 gewonden.
  - 1974 - Minister Irene Vorrink opent het eerste proefstation waar vijf elektrische witkar-wagentjes beschikbaar zijn.
  - 1986 - Een man met een stanleymes vernielt het doek Who's afraid of Red, Yellow and Blue van de schilder Barnett Newman in het Amsterdamse Stedelijk Museum.
  - 1990 - Namibië wordt onafhankelijk.
  - 1994 - Het laatste Nederlandse lichtschip, de Noord Hinder, wordt vervangen door een automatische boei.
  - 2007 - Om de plaag van de muskusratten tegen te gaan, geeft het Deense Bos- en Natuuragentschap haar landgenoten de tip deze knaagdieren op te eten.
  - 2016 - De Nederlandse bevolking bereikt een omvang van 17 miljoen inwoners.

- Gezondheid
  - 2001 - Voor het eerst sinds 1984 wordt in Nederland mond-en-klauwzeer geconstateerd.

- Media
  - 2004 - De Telegraaf verschijnt voor het eerst ook op zondag.
  - 2006 - De sociaalnetwerksite Twitter wordt opgericht.
  - 2024 - AVROTROS zendt op NPO 3 de eerste aflevering van het tweede seizoen van het televisieprogramma Who's That Girl uit. In het programma vertellen bekende vrouwen hun levensverhaal.[1]

- Oorlog
  - 717 - Slag bij Vincy: Karel Martel (de "Strijdhamer") valt Neustrië binnen en verslaat bij Vincy (nabij Cambrai) het Frankische leger onder bevel van koning Chilperik II.
  - 867 - Een Angelsaksisch leger onder leiding van koning Ælle van Northumbria probeert tevergeefs York te heroveren. Hij wordt door de Vikingen gevangengenomen en op bevel van Ivar Ragnarsson geëxecuteerd.
  - 1945 - Hannie Schaft wordt bij een controle op de rijksstraatweg gearresteerd terwijl ze verzetskrantjes naar IJmuiden brengt.
  - 1952 - Op de Waalsdorpervlakte wordt het doodvonnis van twee oorlogsmisdadigers, de Nederlander Andries Pieters en de Duitser Artur Albrecht, door een executiepeloton voltrokken.

- Politiek
  - 1801 - Verdrag van Aranjuez (1801) bevestigt het Derde verdrag van San Ildefonso.
  - 1919 - De Hongaarse Radenrepubliek wordt uitgeroepen (zie Béla Kun).
  - 1935 - Perzië wordt hernoemd tot Iran.
  - 1980 - President Jimmy Carter kondigt een Amerikaans boycot af van de Olympische Zomerspelen 1980 van Moskou.
  - 1989 - Een Paraguayaanse rechter vaardigt een arrestatiebevel uit tegen Gustavo Stroessner, de oudste zoon van de in februari afgezette president Alfredo Stroessner. Stroessner jr. wordt beschuldigd van corruptie en het op onrechtmatige wijze verwerven van rijkdom.
  - 1990 - In China legt Deng Xiaoping (85) zijn laatste officiële functie als voorzitter van de staatscommissie voor de strijdkrachten neer.
  - 1992 - VN Veiligheidsraad resolutie 743 wordt aangenomen waarmee de vredesmacht UNPROFOR in het leven wordt geroepen.
  - 1999 - Leefbaar Nederland wordt opgericht door Jan Nagel, Henk Westbroek en Willem van Kooten.
  - 2005 - Israël begint vandaag met de overdracht van de stad Toelkarem op de Westelijke Jordaanoever aan de Palestijnen.

- Recreatie
  - 2007 - De Grand Canyon Skywalk wordt geopend.

- Religie
  - 1098 - Oprichting van de Orde der Cisterciënzers door Robert van Molesme in Cîteaux in Frankrijk.
  - 1800 - Kroning van Paus Pius VII in Venetië.
  - 1825 - Paus Leo XII creëert twee nieuwe kardinalen, onder wie de Italiaanse monnik Mauro Alberto Cappellari.
  - 1947 - Encycliek Fulgens Radiatur van Paus Pius XII over Sint Benedictus.
  - 1963 - Bisschop Bekkers doet -in een toespraak voor de KRO- een opmerkelijk uitspraak, zonder het woord 'anticonceptiepil' te gebruiken, benadrukt hij dat ouders hun eigen geweten moeten volgen bij het bepalen van het kindertal.

- Sport
  - 1950 - Oprichting van de Poolse voetbalclub Hutnik Kraków.
  - 1987 - Ruud Gullit verlaat PSV en gaat naar AC Milan voor 17 miljoen gulden.

- Wetenschap en technologie
  - 1684 - Giovanni Cassini ontdekt de Saturnusmanen Dione en Tethys.
  - 1919 - Oprichting van het Bauhaus in Weimar door Walter Gropius.
  - 1925 - Wolfgang Pauli publiceert zijn "uitsluitingsprincipe".
  - 1942 - Element nummer 94 krijgt de naam plutonium.
  - 1965 - NASA lanceert met een Atlas Agena raket de Ranger 9 het laatste ruimtevaartuig van het Rangerprogramma. Het ruimtevaartuig moet crashen in een maankrater en dit fotografisch vastleggen.[2]
  - 1999 - Ballonvaarders Bertrand Piccard en Brian Jones[a] reizen als eersten in een heteluchtballon rondom de aarde.[3]
  - 2024 - Leden van een lokale meteoren werkgroep vinden dicht bij het Tekapo meer op het Zuidereiland van Nieuw-Zeeland een meteoriet van de zeer heldere bolide die op 13 maart 2023 werd waargenomen. Het is de tiende keer dat er in het land een meteoriet wordt gevonden. De steen gaat naar de universiteit van Otago om de buitenaardse origine definitief te bevestigen.[4]
  - 2024 - Lancering met een Lange Mars 2D raket van China Aerospace Science Corporation (CASC) vanaf lanceerbasis Jiuquan van de Yunhai-2 Group 02 missie met een onbekend aantal gelijknamige weersatellieten.[5]
  - 2024 - Lancering van een Electron raket van Rocket Lab vanaf Wallops Flight Facility LC-2 (LP-0C) op Wallops Island in Virginia (Verenigde Staten) voor de geheime Live and Let Fly missie, andere namen USA 352 of NROL-123, met drie satellieten voor de Amerikaanse National Reconnaissance Office.[6]
  - 2024 - Lancering van een Falcon 9 raket van SpaceX met het Dragon ruimtevaartuig vanaf Cape Canaveral Space Force Station Lanceercomplex 40 voor bevoorradingsmissie Dragon CRS-2 SpX-30 waarmee ruim 2700 kg spullen naar het ISS gaan.[7][8]
  - 2024 - Het Europese aardobservatieprogramma Copernicus maakt bekend dat zwaveldioxide dat vrijkomt bij de vulkaanuitbarsting op het Reykjanes schiereiland van IJsland in een tijdsbestek van een paar dagen over Europa zal trekken.[9]

## Geboren

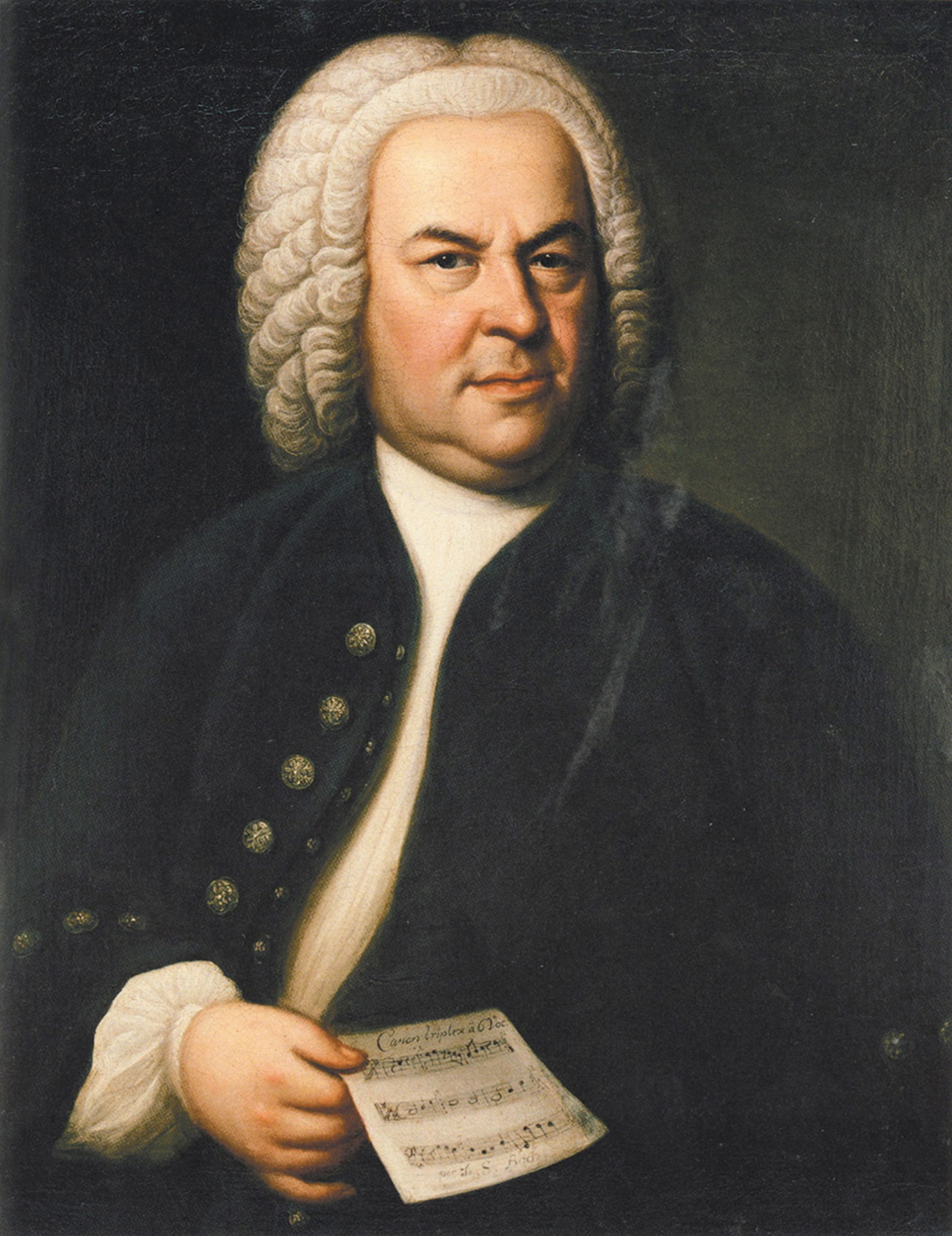
Johann Sebastian Bach
geboren in 1685

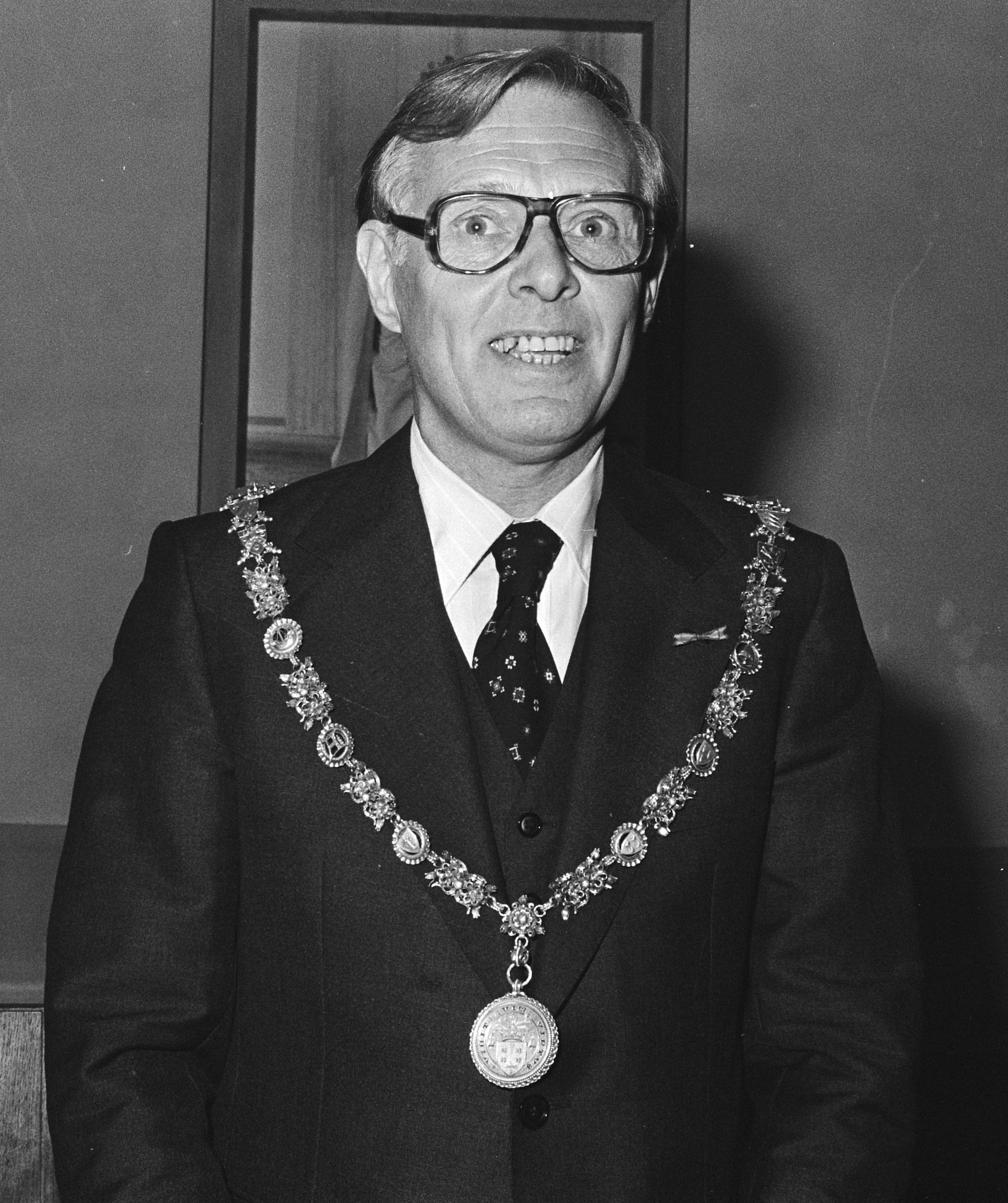
Jan Reehorst
geboren in 1923

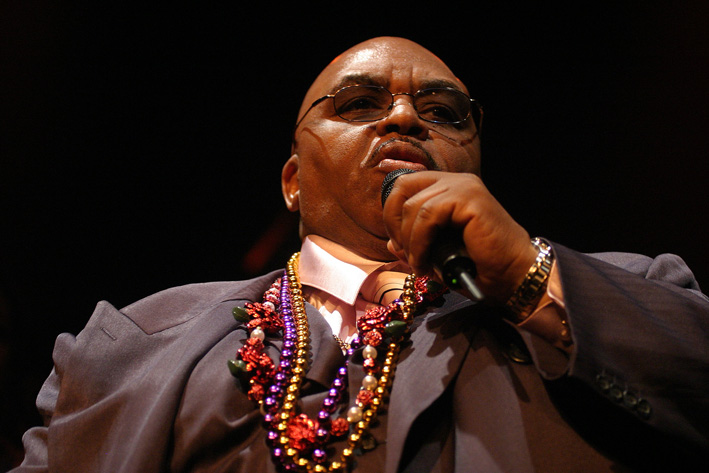
Solomon Burke
geboren in 1940

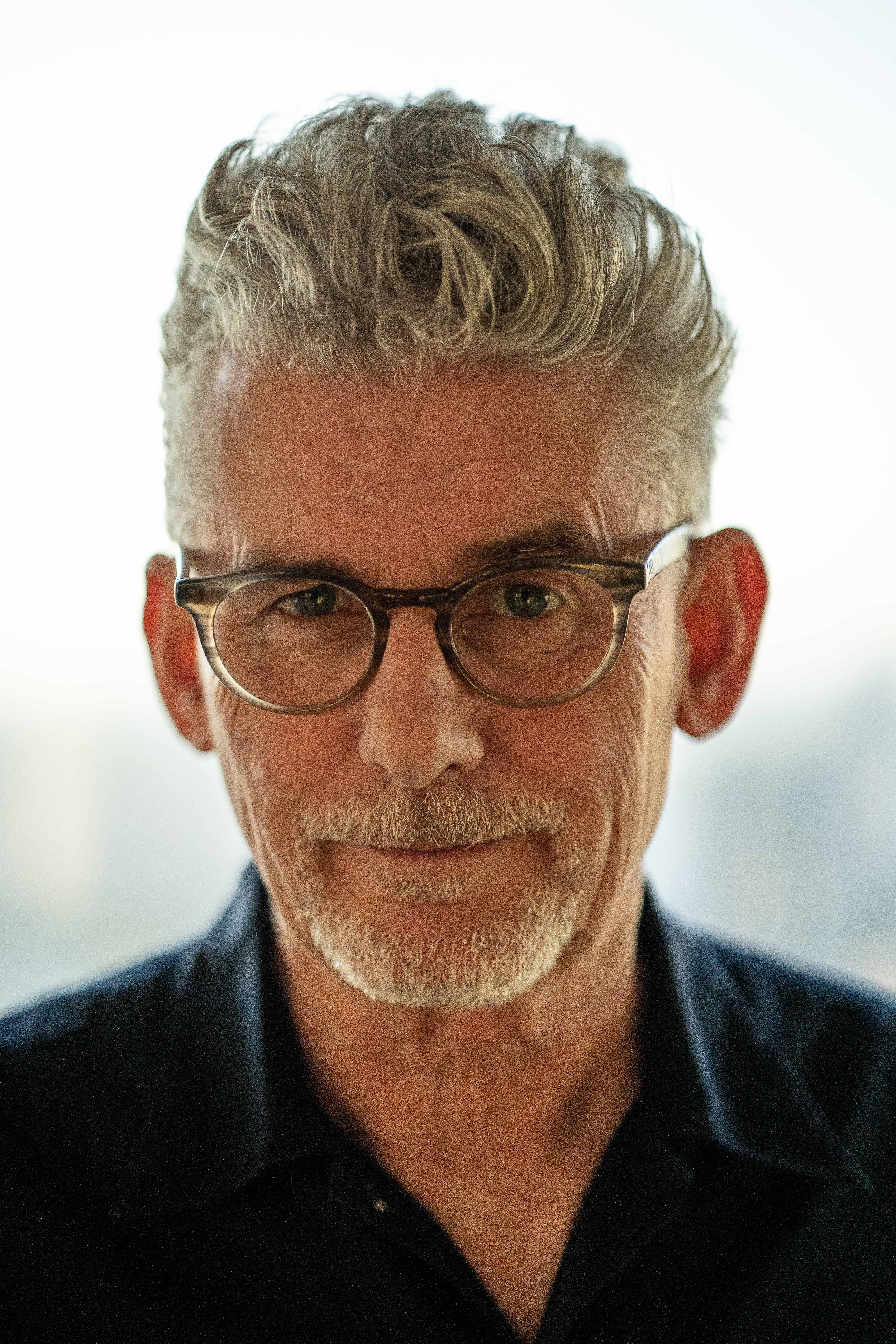
John Buijsman
geboren in 1953

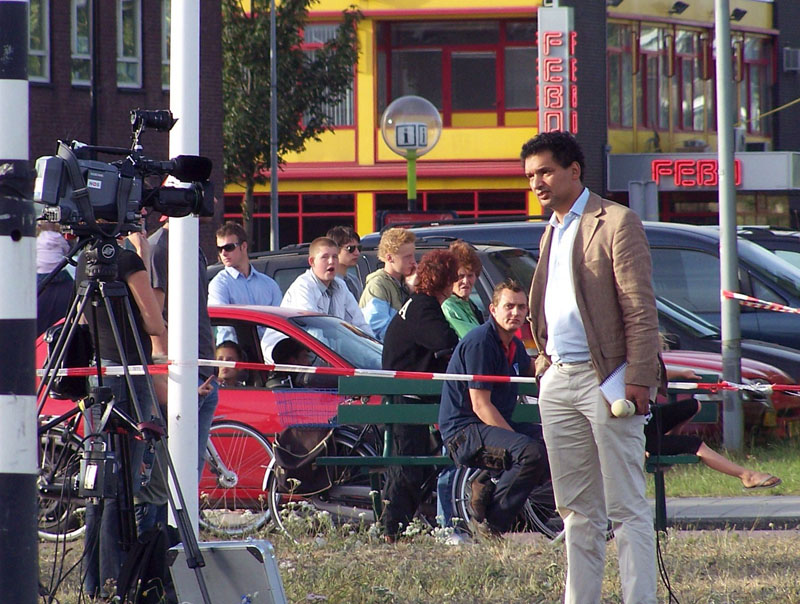
Gerri Eickhof
geboren in 1958

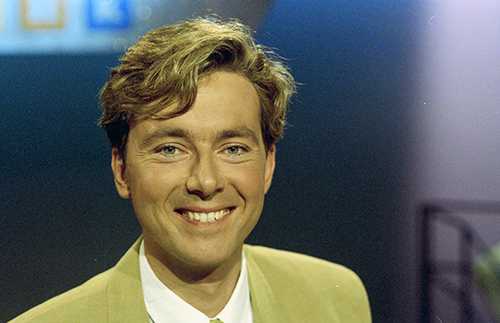
Bert van Leeuwen
geboren in 1960

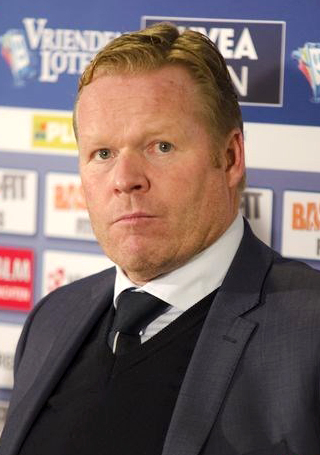
Ronald Koeman
geboren in 1963

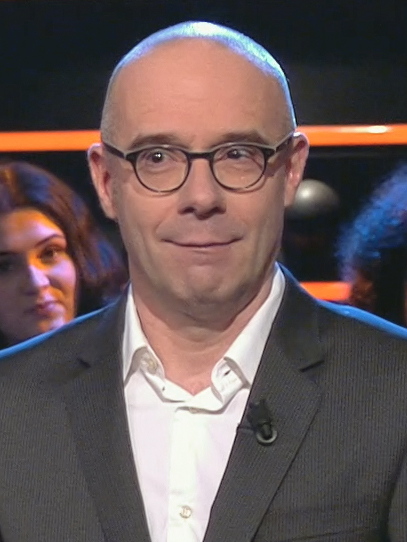
Owen Schumacher
geboren in 1967

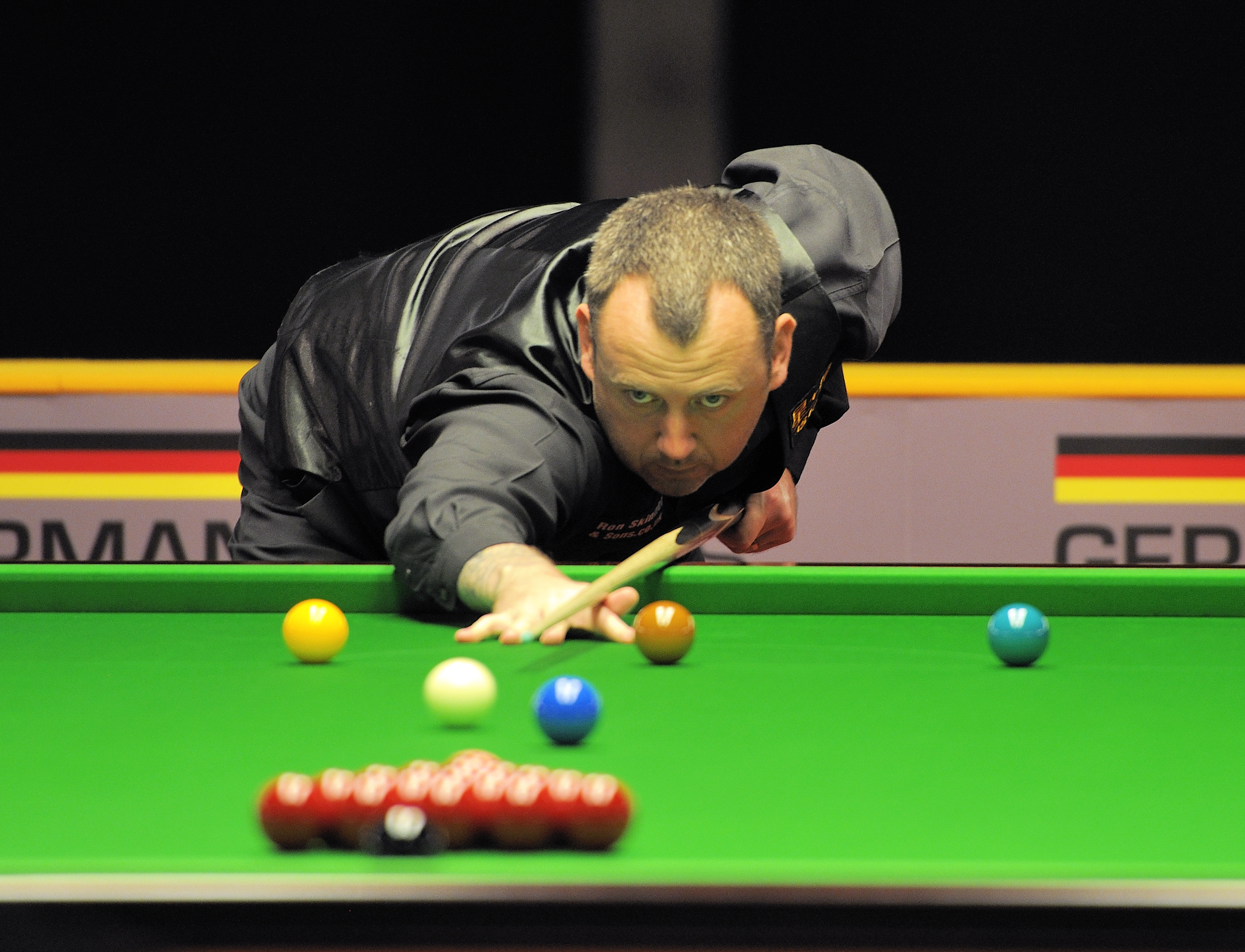
Mark Williams
geboren in 1975

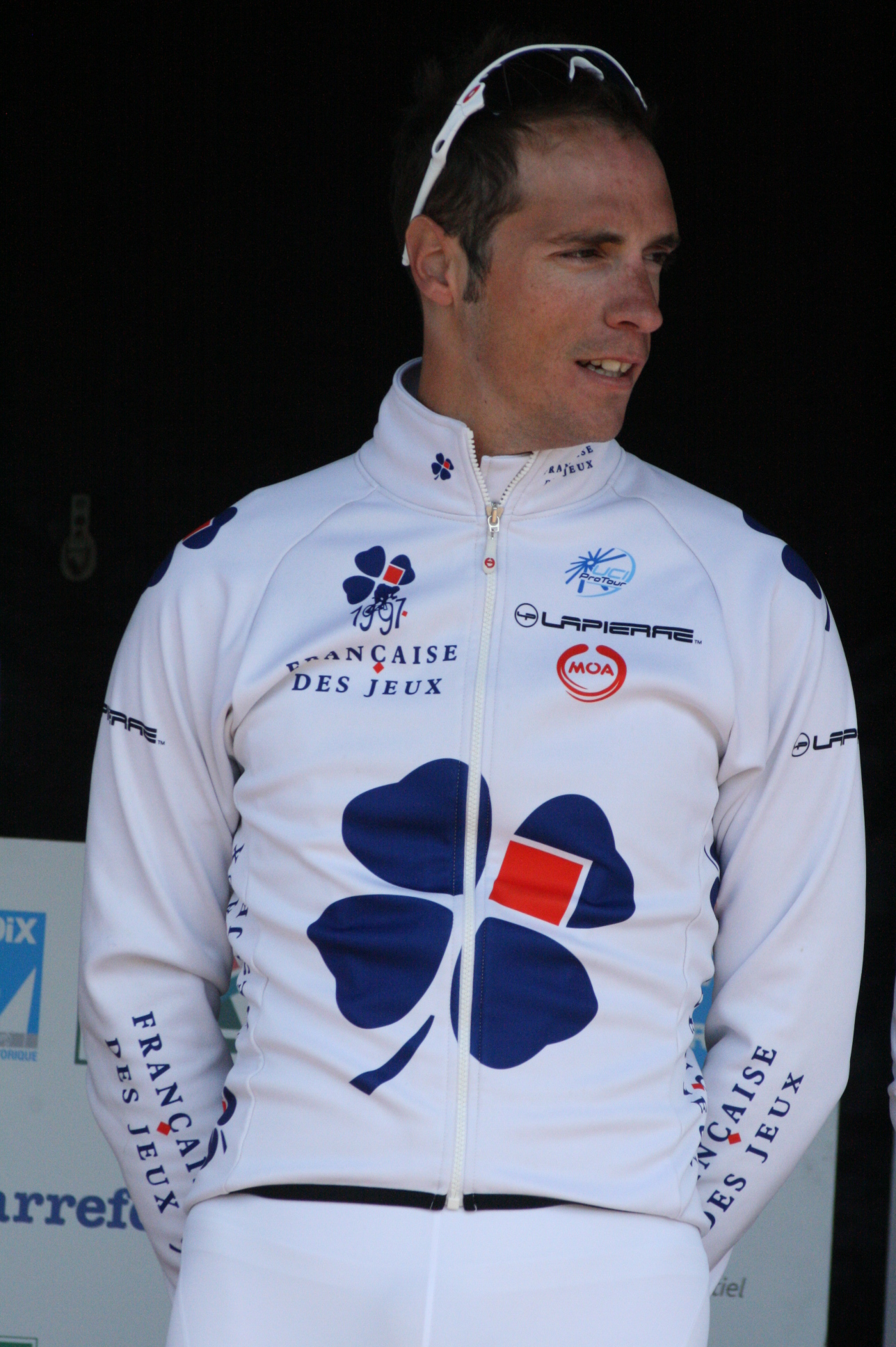
Sébastien Chavanel
geboren in 1981

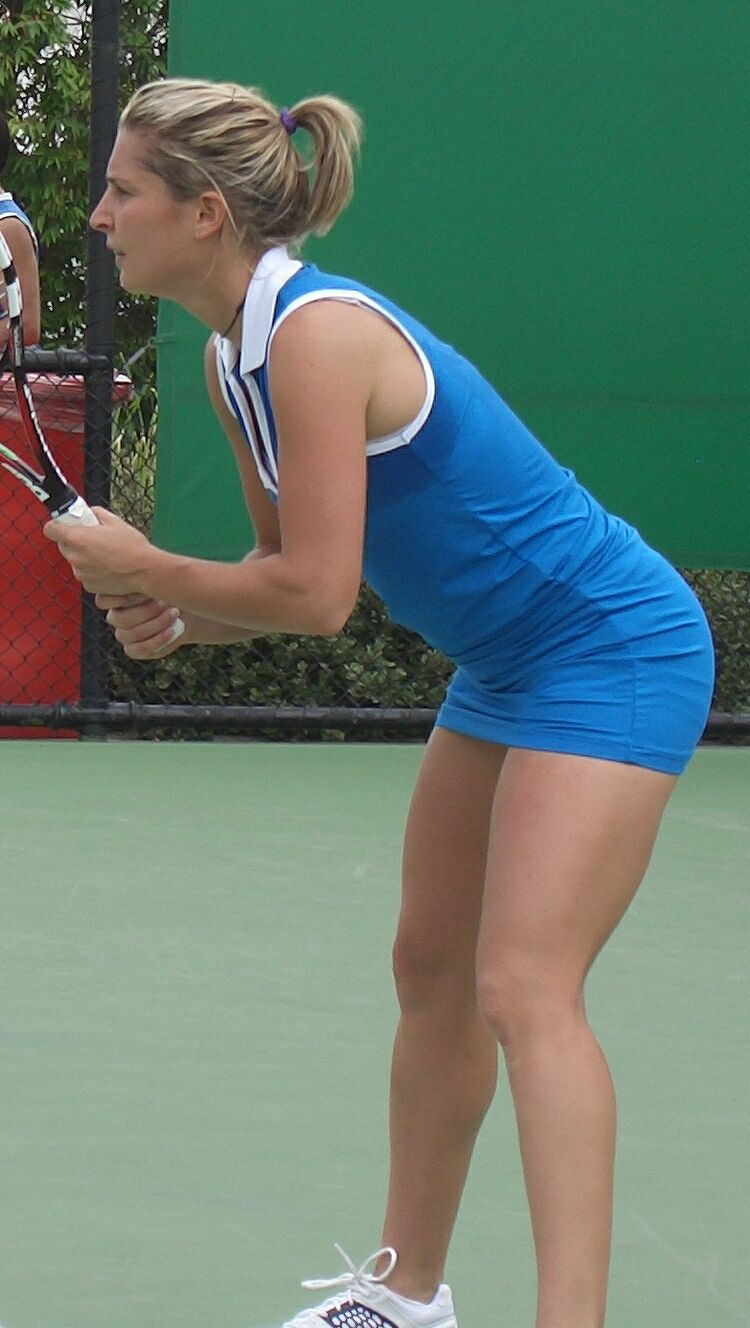
Maria Elena Camerin
geboren in 1982

- 1256 - Hendrik I van Brandenburg, markgraaf van Brandenburg (overleden 1318)
- 1521 - Maurits van Saksen, keurvorst van Saksen (overleden 1553)
- 1685 - Johann Sebastian Bach, Duits componist (overleden 1750)
- 1716 - Josef Ferdinand Norbert Seger, Boheems componist (overleden 1782)
- 1757 - James Sowerby, Engels bioloog en illustrator (overleden 1822)
- 1763 - Jean Paul, Duits schrijver (overleden 1825)
- 1768 - Joseph Fourier, Frans wis- en natuurkundige (overleden 1830)
- 1797 - Johann Andreas Wagner (64), Duits paleontoloog, zoöloog en archeoloog (overleden 1861)
- 1806 - Benito Juárez, Mexicaans president (overleden 1872)
- 1817 - Joseph Poelaert, Belgisch architect (overleden 1879)
- 1833 - Carl Stål, Zweeds entomoloog (overleden 1878)
- 1837 - Theodore Nicholas Gill, Amerikaans ichtylogist, mammalogist, malacologist en bibliothecaris (overleden 1914)
- 1839 - Modest Moessorgski, Russisch componist (overleden 1881)
- 1857 - Albert Rossow, Duits componist (overleden 1943)
- 1858 - Hendrik Langens, Belgisch politicus (overleden 1933)
- 1880 - Broncho Billy Anderson, Amerikaans acteur, scenarioschrijver en regisseur (overleden 1971)
- 1880 - Hans Hofmann, Duits-Amerikaans schilder (overleden 1966)
- 1883 - Filemon Perez, Filipijns politicus (overleden 1943)
- 1905 - Joan Coromines i Vigneaux, Catalaans taalkundige en lexicograaf (overleden 1997)
- 1907 - IJke Buisma, Nederlands atlete (overleden 1994)
- 1909 - Joseph Wiersma, Nederlands verzetsstrijder in de Tweede Wereldoorlog (overleden 1979)
- 1913 - Ali Kurt Baumgarten, Duits kunstschilder (overleden 2009)
- 1915 - Arthur Owen, Brits autocoureur (overleden 2000)
- 1915 - Eliseo Pajaro, Filipijns componist (overleden 1984)
- 1916 - Arturo Alcaraz, Filipijns wetenschapper (overleden 2001)
- 1916 - Ken Wharton, Brits autocoureur (overleden 1957)
- 1920 - Abdullah el-Erian, Egyptisch hoogleraar diplomaat en rechter (overleden 1981)
- 1921 - Jair da Rosa Pinto, Braziliaans voetballer (overleden 2005)
- 1921 - Francisco Godia-Sales, Spaans autocoureur (overleden 1990)
- 1922 - Curtis W. Casewit, Duits-Amerikaans schrijver (overleden 2002)
- 1923 - Jan Reehorst, Nederlands politicus en bestuurder (overleden 2024)
- 1924 - Dov Shilansky, Israëlisch politicus (overleden 2010)
- 1925 - Peter Brook, Brits theaterproducent en regisseur (overleden 2022)
- 1925 - Hugo Koblet, Zwitsers wielrenner (overleden 1964)
- 1926 - Arcabas, Frans kunstschilder en beeldhouwer (overleden 2018)
- 1926 - Heikki Hasu, Fins wintersporter (overleden 2025)
- 1927 - Hans-Dietrich Genscher, Duits politicus (overleden 2016)
- 1930 - Jos van Manen Pieters, Nederlands schrijfster van streekromans (overleden 2015)
- 1930 - Otis Spann, Amerikaans bluespianist, -zanger en -componist (overleden 1970)
- 1932 - Nino Defilippis, Italiaans wielrenner (overleden 2010)
- 1932 - Walter Gilbert, Amerikaans fysicus/bioloog en Nobelprijswinnaar
- 1932 - Masaru Imada, Japans jazzpianist en -componist (overleden 2025)
- 1933 - Daniël Allewaert, Belgisch atleet
- 1933 - Michael Heseltine, Brits politicus
- 1933 - Elie Van Thournout, Belgisch atleet
- 1933 - Fons van Wissen, Nederlands voetballer (overleden 2015)
- 1934 - Yves Duval, Belgisch stripscenarioschrijver en journalist (overleden 2009)
- 1934 - Al Freeman jr., Amerikaans acteur en regisseur (overleden 2012)
- 1935 - Brian Clough, Engels voetballer en manager (overleden 2004)
- 1935 - Filaret van Minsk en Sloetsk, patriarch van de Wit-Russisch-Orthodoxe kerk (overleden 2021)
- 1935 - Nigel Rogers, Brits tenor, dirigent en muziekpedagoog (overleden 2022)
- 1936 - Betty Curtis, Italiaans zangeres (overleden 2006)
- 1936 - Richard Wailes, Amerikaans roeier (overleden 2002)
- 1937 - Tij Kools, Nederlands schrijver, uitgever en publicist (overleden 2016)
- 1937 - Werner Quintens, Belgisch geestelijke (overleden 2005)
- 1939 - André Haakmat, Surinaams politicus en advocaat (overleden 2024)
- 1940 - Solomon Burke, Amerikaans soulzanger (overleden 2010)
- 1940 - Chip Taylor, Amerikaans zanger
- 1941 - Paul Fentener van Vlissingen, Nederlands ondernemer, columnist, publicist en natuurbeschermer (overleden 2006)
- 1941 - Dirk Frimout, Belgisch ruimtevaarder
- 1943 - Luigi Agnolin, Italiaans voetbalscheidsrechter (overleden 2018)
- 1943 - Tonny van Leeuwen, Nederlands voetbaldoelman (overleden 1971)
- 1943 - Andreas van Saksen-Coburg en Gotha, hoofd van het voormalige adellijke huis Saksen-Coburg en Gotha (overleden 2025)
- 1944 - Cox Habbema, Nederlandse actrice, regisseur en bestuurder (overleden 2016)
- 1944 - Lorene Yarnell, Amerikaans danseres en mimespeelster (overleden 2010)
- 1945 - Charles Greene, Amerikaans atleet (overleden 2022)
- 1946 - Timothy Dalton, Brits acteur
- 1946 - Eddy Verheijen, Nederlands schaatser
- 1947 - Ferenc Szekeres, Hongaars atleet
- 1948 - Michel Bartosik, Belgisch dichter (overleden 2008)
- 1948 - Joop Schafthuizen, Nederlands levenspartner van Gerard Reve
- 1948 - Dick Schneider, Nederlands voetballer (overleden 2025)
- 1949 - Rolf-Dieter Amend, (Oost-)Duits kanovaarder (overleden 2022)
- 1949 - Eddie Money, Amerikaans zanger (overleden 2019)
- 1949 - Slavoj Žižek, Sloveens filosoof, socioloog en cultuurcriticus
- 1950 - Sergej Lavrov, Russisch politicus; sinds 2004 minister van buitenlandse zaken
- 1950 - Anders Linderoth, Zweeds voetballer en voetbalcoach
- 1951 - Herman Mignon, Belgisch atleet
- 1952 - Anto Kovačević, Kroatisch politicus
- 1953 - John Buijsman, Nederlands acteur
- 1953 - John Oddo, Amerikaans jazzmuzikant (overleden 2019)
- 1953 - Majel Lustenhouwer, Nederlands dirigent en componist
- 1954 - Marc Coessens, Belgisch acteur
- 1954 - Kees van Beijnum, Nederlands auteur
- 1955 - Philippe Troussier, Frans voetballer en voetbalcoach
- 1955 - Bärbel Wöckel, Duits atlete
- 1956 - Ingrid Kristiansen, Noors atlete
- 1956 - André Malherbe, Belgisch motorcrosser (overleden 2022)
- 1956 - Lance Ten Broeck, Amerikaans golfspeler (overleden 2023)
- 1957 - Youssef Rzouga, Tunesisch dichter
- 1957 - Marja Wokke, Nederlands atlete
- 1958 - Gerri Eickhof, Nederlands tv-journalist
- 1958 - Marlies Göhr, Oost-Duits atlete
- 1958 - Gary Oldman, Brits acteur en filmmaker
- 1959 - Heshmat Tabarzadi, Iraans activist
- 1959 - Nobuo Uematsu, Japans componist
- 1959 - Catharina Haverkamp, Nederlandse actrice
- 1960 - Bert van Leeuwen, Nederlands presentator
- 1960 - Ayrton Senna, Braziliaans autocoureur (overleden 1994)
- 1960 - Robert Sweet, Amerikaans drummer
- 1961 - Daniel Castellani, Argentijns volleyballer en volleybalcoach
- 1961 - Lothar Matthäus, Duits voetballer
- 1962 - Matthew Broderick, Amerikaans acteur
- 1962 - Rosie O'Donnell, Amerikaans actrice, comédienne en presentatrice
- 1963 - Ronald Koeman, Nederlands voetballer en voetbaltrainer
- 1964 - Jesper Skibby, Deens wielrenner
- 1964 - Hilde Vervaet, Belgisch atlete
- 1965 - Zerihun Gizaw, Ethiopisch atleet
- 1966 - Benito Archundia, Mexicaans voetbalscheidsrechter
- 1966 - Emiel Mellaard, Nederlands atleet
- 1967 - Willem Noorduin, Nederlands paralympisch sporter
- 1967 - Owen Schumacher, Nederlands tekstschrijver, stand-upcomedian en jurist
- 1968 - Igor Khenkin, Duits schaker
- 1969 - Viktor Alonen, Estisch voetballer
- 1969 - Ali Daei, Iraans voetballer
- 1969 - Stefano Valli, San Marinees autocoureur
- 1969 - Irakli Zoidze, Georgisch voetballer
- 1970 - Moacir, Braziliaans voetballer
- 1971 - Pieter Claesen, Belgisch schaker
- 1971 - Aarno Turpeinen, Fins voetballer (overleden 2022)
- 1972 - Derartu Tulu, Ethiopisch atlete
- 1975 - Mark Williams, Welsh snookerspeler
- 1976 - Guillaume Auger, Frans wielrenner
- 1976 - Iain Percy, Brits zeiler
- 1977 - Laïla Abid, Nederlands-Marokkaans journaliste en nieuwslezeres
- 1977 - Ilse Heylen, Belgisch judoka
- 1978 - Sally Barsosio, Keniaans atlete
- 1978 - Alireza Faghani, Iraans voetbalscheidsrechter
- 1978 - Kevin Federline, Amerikaans danser en rapper
- 1978 - Young Noble, Amerikaans rapper
- 1978 - Bart Verbeeck (Showbizz Bart), Belgisch mediafiguur
- 1979 - Fredrik Berglund, Zweeds voetballer
- 1980 - Marit Bjørgen, Noors langlaufster
- 1980 - Dorien Haan, Nederlands actrice
- 1980 - Andrej Kasjetsjkin, Kazachs wielrenner
- 1980 - Ronaldinho, Braziliaans voetballer
- 1980 - Deryck Whibley, Canadees zanger
- 1981 - Sébastien Chavanel, Frans wielrenner
- 1981 - Mario Danneels, Belgisch journalist en auteur
- 1981 - Anna Rogowska, Pools atlete
- 1981 - Neric Wei, Chinees autocoureur
- 1982 - Maria Elena Camerin, Italiaans tennisster
- 1983 - Sopho Gelovani, Georgisch zangeres
- 1984 - Franck Perera, Frans autocoureur
- 1984 - Karl Svensson, Zweeds voetballer
- 1984 - Katja Višnar, Sloveens langlaufster
- 1985 - Vladimir Kanajkin, Russisch atleet
- 1986 - Afroditi-Piteni Bijker, Nederlands actrice
- 1986 - Linda Züblin, Zwitsers atlete
- 1987 - Joeri Rjazanov, Russisch turner (overleden 2009)
- 1988 - Sergej Morozov, Russisch atleet
- 1989 - Nicolás Lodeiro, Uruguayaans voetballer
- 1990 - Erik Bakker, Nederlands voetballer
- 1991 - Tessa Brouwer, Nederlands zwemster
- 1991 - Antoine Griezmann, Frans voetballer
- 1993 - Jesse Joronen, Fins voetballer
- 1993 - María Ólafsdóttir, IJslands zangeres
- 1994 - Jasmin Savoy Brown, Amerikaans actrice
- 1994 - Kelly Dulfer, Nederlands handbalster
- 1994 - Laura Maaskant, Nederlands schrijfster (overleden 2019)
- 1994 - Jip Vastenburg, Nederlands atlete
- 1996 - Lisanne Leeuwenkamp, Nederlands sopraan
- 1996 - Aurora Mikalsen, Noors voetbalster
- 1997 - Julian Bushoff, Nederlands politicus
- 1997 - Henrique Chaves, Portugees autocoureur
- 1997 - Martina Stoessel, Argentijns actrice
- 1998 - Ralf Aron, Estisch autocoureur
- 1999 - Ese Ukpeseraye, Nigeriaans wielrenster
- 1999 - Juliette Vidal, Frans voetbalster
- 2000 - Eliias, Zweeds zanger
- 2001 - Tess de Vries, Nederlands volleybalster
- 2003 - Abbi Pulling, Brits autocoureur
- 2004 - Tori DellaPeruta, Amerikaans voetbalster
- 2004 - Audrey Jacobs, Nederlands atlete
- 2004 - Karim Konaté, Ivoriaans voetballer
- 2004 - Claus-Casimir van Oranje-Nassau van Amsberg, zoon van prins Constantijn en prinses Laurentien
- 2006 - Jakob Omrzel, Sloveens wielrenner

## Overleden
- 850 - Ninmyō (39), Japans keizer

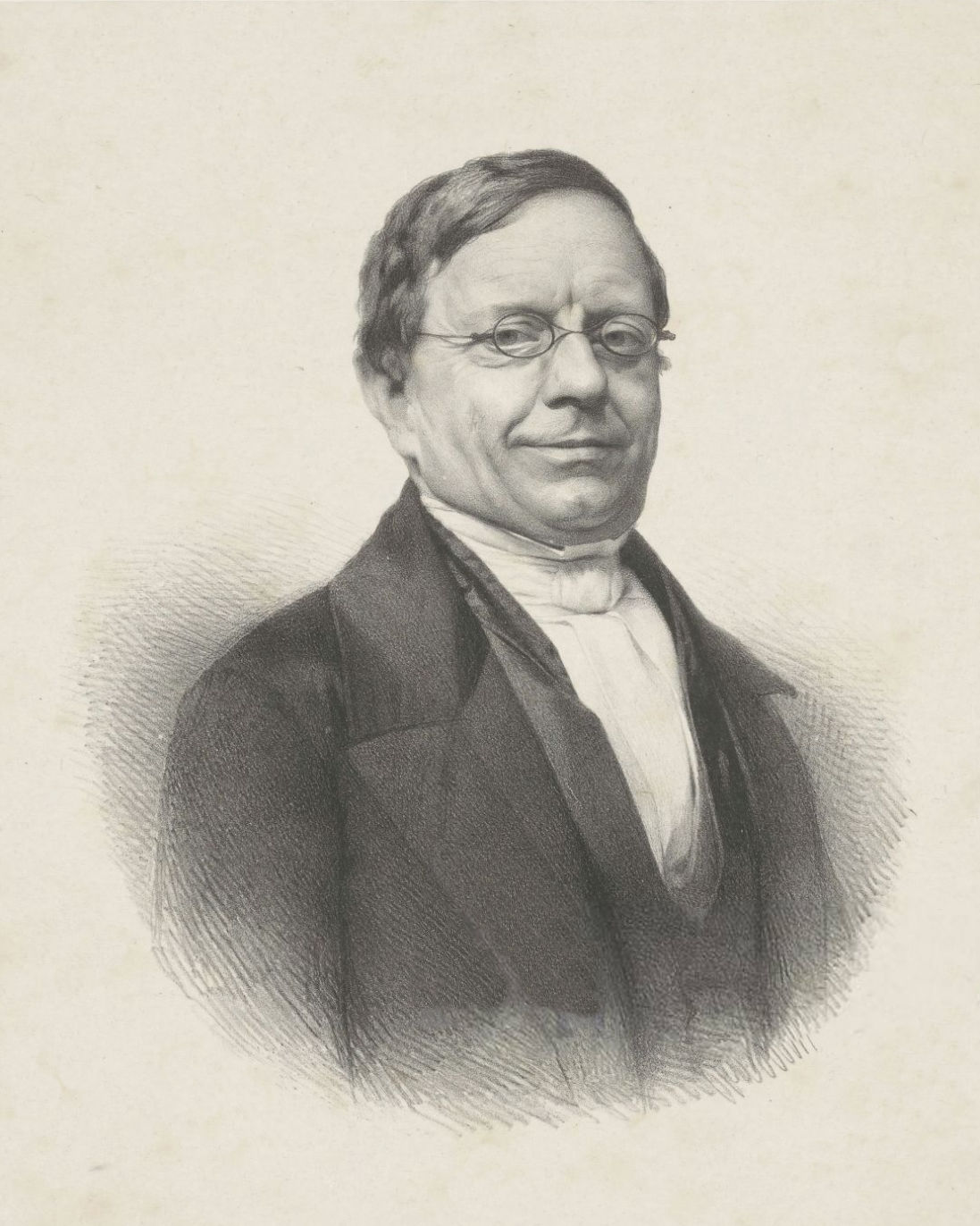
Abraham Jacob van der Aa
overleden in 1857

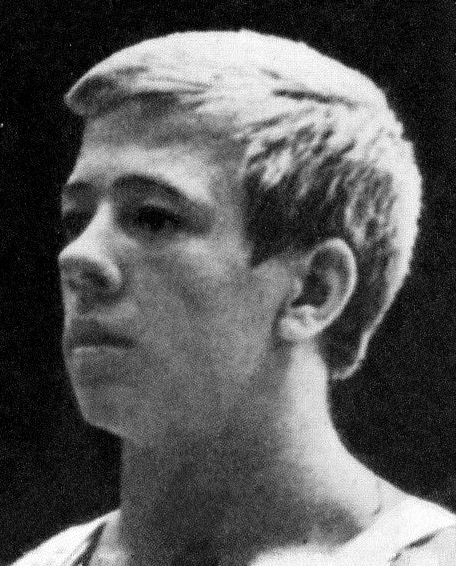
Nikolaj Andrianov
overleden in 2011

- 1063 - Richeza van Lotharingen (c. 63), koningin van Polen
- 1201 - Absalon (c. 73), Deense aartsbisschop en staatsman
- 1487 - Nicolaas van Flüe (70), Zwitsers heilige
- 1556 - Thomas Cranmer (66), Engels aartsbisschop van Canterbury
- 1617 - Pocahontas (ca. 22), Algonkian-indiaan
- 1682 - Johannes van der Aeck (46), Nederlands kunstschilder
- 1801 - Andrea Luchesi (60), Italiaans componist
- 1805 - Jean-Baptiste Greuze (79), Frans kunstschilder
- 1857 - Abraham Jacob van der Aa (47), Nederlands schrijver en aardrijkskundige
- 1843 - Robert Southey (68), Engels dichter
- 1843 - Guadalupe Victoria (56), Mexicaans onafhankelijkheidsstrijder en eerste president van Mexico
- 1853 - Pieter Adrianus Ossewaarde (77), Nederlands politicus
- 1934 - Nicanor Abelardo (41), Filipijns componist
- 1944 - Pierre de Caters (68), Belgisch autocoureur en luchtvaartpionier
- 1954 - Pura Villanueva-Kalaw (67), Filipijns schrijfster en suffragette
- 1954 - Jacques Keyser (68), Nederlands atleet
- 1957 - Otto Reiser (72), Duits voetballer
- 1964 - Irineo Miranda (67), Filipijns cartoonist, kunstschilder en illustrator
- 1979 - Kees Manders (65), Nederlands zanger en cabaretier
- 1981 - Irving Jaffee (74), Amerikaans schaatser
- 1986 - Karel Cuypers (83), Vlaams sterrenkundige en humanist
- 1986 - August De Boodt (90), Belgisch politicus
- 1993 - Akio Kaminaga (56), Japans judoka
- 1997 - John Nemechek (27), Amerikaans autocoureur
- 2001 - Jay Cameron (72), Amerikaans jazzmusicus
- 2001 - Hans de Korte (68), Nederlands politicus
- 2001 - Wim van der Kroft (84), Nederlands kanovaarder
- 2001 - Auke Pattist (80), Nederlands oorlogsmisdadiger
- 2002 - Hermanus Berserik (80), Nederlands kunstschilder en graficus
- 2004 - Johnny Bristol (65), Amerikaans zanger en producer
- 2007 - Tachir Batajev (33), commandant van het verzet in Tsjetsjenië
- 2007 - Jac Hermans (90), Nederlands ondernemer
- 2007 - Jo Rutten (72), Nederlands ruiter
- 2008 - Leonardus Dobbelaar (65), Nederlands bisschop van Nekemte in Ethiopië
- 2008 - Raymond Leblanc (92), Belgisch uitgever
- 2008 - Raf Van den Abeele (89), Belgisch politicus
- 2008 - Eckart Wintzen (68), Nederlands ondernemer en managementgoeroe
- 2009 - Giuseppe Bonaviri (84), Italiaans schrijver
- 2009 - Eugen Tajmer (79), Deens zanger, manager en impresario
- 2011 - Nikolaj Andrianov (58), Russisch gymnast
- 2011 - Loleatta Holloway (64), Amerikaans zangeres
- 2011 - Ladislav Novák (79), Tsjechisch voetballer
- 2011 - Pinetop Perkins (97), Amerikaans bluespianist
- 2012 - Jan Goossenaerts (111), oudste man van België en Europa
- 2013 - Chinua Achebe (82), Nigeriaans schrijver en dichter
- 2013 - Isagani Cruz (88), Filipijns rechter
- 2013 - Pietro Mennea (60), Italiaans atleet en politicus
- 2014 - Wout Pennings (64), Nederlands gitarist
- 2014 - James Rebhorn (65), Amerikaans acteur
- 2014 - Ignatius Zakka I Iwas (81), Iraaks Syrisch-orthodox patriarch
- 2015 - Hans Erni (106), Zwitsers kunstschilder en beeldhouwer
- 2015 - Jørgen Ingmann (89), Deens gitarist
- 2015 - Alberta Watson (60), Canadees actrice
- 2016 - Jean Cornelis (74), Belgisch voetballer
- 2016 - Joseph Mercieca (87), Maltees bisschop
- 2017 - Colin Dexter (86), Brits misdaadschrijver
- 2017 - Martin McGuinness (66), Noord-Iers politicus
- 2018 - Gerrit Blaauw (93), Nederlands informaticus
- 2018 - Willy Cortois (77), Belgisch burgemeester
- 2018 - Rolf Leeser (88), Nederlands voetballer en ondernemer
- 2020 - Ray Mantilla (85), Amerikaans percussionist en bandleider
- 2020 - Lorenzo Sanz (76), Spaans voetbalbestuurder
- 2021 - Muchtar Pakpahan (67), Indonesisch journalist en vakbondsleider
- 2021 - Marcel Van Goolen (75), Belgisch burgemeester
- 2021 - Shahied Wagid Hosain (59), Surinaams zanger en songwriter
- 2022 - Samuel Cabrera (61), Colombiaans wielrenner
- 2022 - Yvan Colonna (61), Frans politiek activist en moordenaar
- 2022 - Nikolaj Osjanin (80), Russisch voetballer
- 2023 - Fred Florusse (85), Nederlands cabaretier, acteur en regisseur
- 2023 - Willis Reed (80), Amerikaans basketballer
- 2024 - Orlando Aravena (81), Chileens voetballer en voetbaltrainer
- 2024 - Henk Couprie (94), Nederlands politicus en militair
- 2024 - Frédéric Mitterrand (76), Frans politicus en scenarioschrijver
- 2024 - Laurens van Rooyen (88), Nederlands pianist en componist
- 2025 - Filiz Akın (82), Turks actrice, schrijfster en televisiepresentatrice
- 2025 - George Foreman (76), Amerikaans bokser
- 2025 - Giancarlo Guerrini (85), Italiaans waterpolospeler
- 2025 - Theo Kingma (58), Nederlands fotograaf
- 2025 - Filippo Maria Pandolfi (97), Italiaans politicus
- 2025 - Larry Tamblyn (82), Amerikaans zanger

## Viering/herdenking

Namibië onafhankelijksdag

- Geboortedag van Benito Juárez, nationale feestdag in Mexico
- 2003, 2007 en 2011 - Begin van de astronomische lente, waarbij de zon door het lentepunt gaat[10]
- Ostara in Noord-Europa, bij het begin van de lente
- Nieuwjaar van de Iraanse volkeren, Noroez
- Onafhankelijkheidsdag, nationale feestdag in Namibië
- Internationale Dag voor de Uitbanning van Rassendiscriminatie, uitgeroepen door de Verenigde Naties
- Internationale dag van het poppenspel, uitgeroepen door de UNIMA
- Werelddownsyndroomdag.[11]
- Rooms-katholieke kalender:
  - Heilige Clementia van Hohenberg († 1176)
  - Heiligen Filemon en Domnin van Rome
  - Heilige Endeus († c. 530)
  - Heilige Serapion (de scholastiek) († c. 365 - 370)
  - Heilige Beryllus van Catania († c. 90)
  - Heilige Nicolaas van Flüe († 1487)
  - Zalige Absalon (of Axel) van Lund († 1201)
  - Zalige Richeza van Lotharingen († 1063)
  - Eerbiedwaardige Adam Sasbout († 1553)

## Weerextremen

### Nederland
| | Officiële records           | Officiële records | Officiële records |      | Landelijke records | Landelijke records | Landelijke records |
| Gebeurtenis | Jaar                        | Extreem           | Locatie           | Jaar | Extreem            | Locatie            |                    |
| --- | --------------------------- | ----------------- | ----------------- | ---- | ------------------ | ------------------ | ------------------ |
| Laagste etmaalgemiddelde temperatuur (°C) | 1958                        | −1,1              | De Bilt           |      | 1958               | −2,2               | Deelen             |
| Hoogste etmaalgemiddelde temperatuur (°C) | 1990                        | 12,4              | De Bilt           |      | 1938               | 13,3               | Maastricht         |
| Laagste minimumtemperatuur (°C) | 1958                        | −4,5              | De Bilt           |      | 1976               | −6,4               | Eelde              |
| Hoogste minimumtemperatuur (°C) | 1990                        | 11,0              | De Bilt           |      | 1990               | 11,6               | Wilhelminadorp     |
| Laagste maximumtemperatuur (°C) | 1980                        | 1,5               | De Bilt           |      | 1917               | 0,5                | Eelde              |
| Hoogste maximumtemperatuur (°C) | 1938                        | 20,3              | De Bilt           |      | 1927               | 20,8               | Maastricht         |
| Hoogste uurgemiddelde windsnelheid (m/s) | 1939                        | 15,4              | De Bilt           |      | 1983               | 23,1               | IJmuiden           |
| Hoogste windstoot (m/s) | 1992                        | 21,6              | De Bilt           |      | 1983               | 35,5               | IJmuiden           |
| Langste zonneschijnduur (uur) | 2009, 2011-2012, 2020, 2022 | 11,1              | De Bilt           |      | 2012               | 11,5               | Eindhoven, Volkel  |
| Langste neerslagduur (uur) | 1978                        | 13,2              | De Bilt           |      | 1978               | 16,7               | Volkel             |
| Hoogste etmaalsom van de neerslag (mm) | 2014                        | 18,6              | De Bilt           |      | 2014               | 24,8               | Lelystad           |
| Laagste etmaalgemiddelde relatieve vochtigheid (%) | 1928                        | 44                | De Bilt           |      | 1938               | 31                 | Maastricht         |
| Laagste uurwaarde luchtdruk op zeeniveau (hPa) | 2008                        | 976,8             | De Bilt           |      | 1914               | 975,6              | De Kooy            |
| Hoogste uurwaarde luchtdruk op zeeniveau (hPa) | 1995                        | 1038,3            | De Bilt           |      | 1995               | 1039,0             | Vlissingen         |
| Officiële records worden altijd gemeten op het KNMI-weerstation in De Bilt. Landelijke records kunnen worden gemeten op elk officieel KNMI-weerstation in Nederland. |                             |                   |                   |      |                    |                    |                    |

Uitzonderlijke gebeurtenissen
- 1911 - Eerste landelijke zachte dag van het jaar gemeten in Maastricht (maximumtemperatuur ≥ 15 °C op een officieel weerstation)
- 1923 - Eerste officiële zachte dag van het jaar (maximumtemperatuur ≥ 15 °C in De Bilt)
- 1927 - Eerste officiële zachte dag van het jaar (maximumtemperatuur ≥ 15 °C in De Bilt)
- 1927 - Eerste landelijke warme dag van het jaar gemeten in Maastricht (maximumtemperatuur ≥ 20 °C op een officieel weerstation)
- 1938 - Eerste officiële warme dag van het jaar (maximumtemperatuur ≥ 20 °C in De Bilt)
- 1956 - Eerste officiële zachte dag van het jaar (maximumtemperatuur ≥ 15 °C in De Bilt)
- 1956 - Eerste landelijke zachte dag van het jaar gemeten in De Bilt, Deelen, Eelde, Leeuwarden, Soesterberg, Twenthe en Volkel (maximumtemperatuur ≥ 15 °C op een officieel weerstation)
- 1981 - Eerste officiële zachte dag van het jaar (maximumtemperatuur ≥ 15 °C in De Bilt)

### België
Dagrecords
- 1865 - Laagste etmaalgemiddelde temperatuur −3,8 °C
- 1938 - Hoogste etmaalgemiddelde temperatuur 14,2 °C
- 1865 - Laagste minimumtemperatuur −8,2 °C
- 1938 - Hoogste maximumtemperatuur 20,5 °C
- 2008 - Hoogste etmaalsom van de neerslag 20,2 mm

Uitzonderlijke gebeurtenissen
- 1958 - Maximumtemperatuur in Stavelot −1,5 °C.
- 1980 - Vorst op eerste dag van de lente: tot −4,1 °C in Leopoldsburg en −6,0 °C in Mont-Rigi (Waimes).

<< · 1 · 2 · 3 · 4 · 5 · 6 · 7 · 8 · 9 · 10 · 11 · 12 · 13 · 14 · 15 · 16 · 17 · 18 · 19 · 20 · 21 · 22 · 23 · 24 · 25 · 26 · 27 · 28 · 29 · 30 · 31 · >>